# Mohammed Gambo
Mohammed Gambo (ur. 10 marca 1988 w Kano) – piłkarz nigeryjski grający na pozycji napastnika.

## Kariera klubowa
Swoją karierę piłkarską Gambo rozpoczął w klubie Kano Pillars FC. W 2006 roku awansował do kadry pierwszego zespołu i wtedy też zadebiutował w jego barwach w nigeryjskiej Premier League. W sezonie 2007/2008 wywalczył z nim swój pierwszy w karierze tytuł mistrza Nigerii, a także zdobył swój pierwszy Superpuchar Nigerii. Po tytuł mistrzowski sięgał także w sezonach 2011/2012, 2013 i 2014. Z kolei w sezonach 2009/2010 i 2019 został wicemistrzem kraju. W 2019 zdobył też Puchar Nigerii. W latach 2019–2021 grał w zespole Katsina United FC.

## Kariera reprezentacyjna
W reprezentacji Nigerii Gambo zadebiutował 23 czerwca 2013 roku w przegranym 0:3 meczu Pucharu Konfederacji 2013 z Hiszpanią, rozegranym w Fortalezie. W 71. minucie tego meczu zmienił Josepha Akpalę. Od 2013 do 2015 rozegrał w kadrze narodowej 4 mecze i strzelił 1 gola.